# Національний олімпійський комітет Албанії
Національний олімпійський комітет Албанії (алб. Komiteti Olimpik Kombëtar Shqiptar) — організація, що представляє Албанію в міжнародному олімпійському русі. Заснований у 1958 році; зареєстровано в МОК в 1959 році.
Штаб-квартира розташована в Тирані. Є членом МОК, ЄОК та інших міжнародних спортивних організацій. Здійснює діяльність по розвитку спорту в Албанії.